# Albertus Zefat
Albertus Zefat (Nieuw-Weerdinge, 8 oktober 1901 - Valthe/Odoorn, 27 juli 1944) was een Nederlands verzetsstrijder tijdens de Tweede Wereldoorlog en landbouwer in Drenthe. Hij werd wegens het laten onderduiken van twintig Joden en zijn weigering hen te verraden door de bezetter standrechtelijk geëxecuteerd.
Hij was ook eigenaar van een hoenderpark in Valthe en bij zijn huis was een kippenhok aanwezig waar hij begon met het onderdak verschaffen aan Joden. Hij begon hiermee in het najaar van 1942. Dit bleek te veel op te vallen en daarom werd er eind 1942 een onderduikershol gegraven in het Valtherbos, waar de intussen twintig vervolgde Joden zich konden verstoppen. Langzamerhand sloten anderen zich aan bij het initiatief van Zefat, en was er op een gegeven moment sprake van de Zefat groep. Het eerste hol werd al in 1943 ontdekt zonder dat dit gevolgen had en daarom werden de onderduikers verplaatst naar een ander hol tot het einde van de oorlog. Zefat zelf overleefde dit niet: hij werd in juli 1944 opgepakt en toen hij weigerde inlichtingen over zijn onderduikers te geven, bij zijn boerderij (aan de later naar hem vernoemde Albertus Zefatweg) standrechtelijk doodgeschoten door de Grüne Polizei, waarschijnlijk door Helmuth Johann Schäper. De onderduikers overleefden de oorlog.

## Hol en monument
Het onderduikershol in het Valtherbos ligt er nog steeds en is te bezichtigen. In 2003-2004 is het 'Jodenhol' zoveel mogelijk in de oude staat van rond 1945 hersteld, in 2020 is het gerenoveerd.
Er staat sinds 11 april 1984 ook een monument bij. Daar staat op:
Van december 1942 tot de zonovergoten bevrijding op 11 april 1945 vonden opgejaagden hier in het Valtherbos bescherming door hulp van enkelen der sterksten uit dit Drentse land.
Bertus Zefat en zijn vrouw Aaltje Zefat-Heres werden op 8 maart 1972 door Yad Vashem onderscheiden voor het redden van twintig Joden. De instelling heeft voor hen een boom geplant in de tuin van de Jodenredders bij het instituut, en heeft op zijn website een pagina met foto's aan het echtpaar Zefat gewijd.

## Begraafplaats
Albertus Zefat is niet op de begraafplaats in Valthe begraven, die is namelijk jaren later pas aangelegd (toevalligerwijs vlakbij Zefats voormalige woning). Hij is begraven op de begraafplaats in Odoorn (aan de Schaapstreek aldaar). Dit graf is er nu, juli '24, nog steeds. Naast Albertus liggen zijn vrouw, Aaltje Heres, en hun 2 dochters begraven.
| Naam           | Geboren    | Overleden  | Leeftijd | Partner |
| -------------- | ---------- | ---------- | -------- | ------- |
| Albertus Zefat | 08-10-1901 | 27-07-1944 | 42       | Heres   |
| Aaltje Heres   | 26-05-1905 | 17-06-1990 | 85       | Zefat   |

| Naam        | Geboren    | Overleden  | Leeftijd |
| ----------- | ---------- | ---------- | -------- |
| Annie Zefat | 18-09-1927 | 18-09-1950 | 23       |

| Naam        | Geboren    | Overleden  | Leeftijd |
| ----------- | ---------- | ---------- | -------- |
| Greta Zefat | 21-05-1929 | 25-08-1971 | 42       |